# Setodes ekachringa
Setodes ekachringa är en nattsländeart som beskrevs av Schmid 1987. Setodes ekachringa ingår i släktet Setodes och familjen långhornssländor. Inga underarter finns listade i Catalogue of Life.